# بیارته انگن ویک

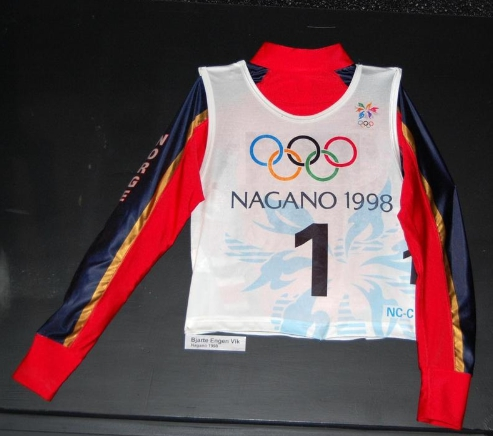
پیراهن اسکی بیارته انگن ویک در المپیک زمستانی ۱۹۹۸ به نمایندگی از نروژ

بیارته انگن ویک (انگلیسی: Bjarte Engen Vik؛ زادهٔ ۳ مارس ۱۹۷۱) اسکی‌باز نوردیک اهل نروژ بود.